# M21 (spårvagn)
M21 var en sexaxlig spårvagnstyp som Göteborgs spårvägar lät ASEA tillverka och leverera mellan 1984 och 1992. Vagnen var en ledvagn bestående av två vagnsdelar som var förbundna med en övergångsbälg. Främre och bakre boggin var utrustad med motorer. Mellanboggin hade en lageryta på vilken de båda vagnsdelarna vilade. Konstruktionen liknade en jakobsboggi, med den skillnaden att vagnskropparna var ihopsatta med boggin genom ett vändkranslager i stället för med centrumtappar.
Vagnarna förlängdes med en ny mellandel med låggolv under en upprustning 1998 - 2002. Den ombyggda vagntypen fick därefter typbeteckningen M31.

## 81 exemplar
Det byggdes 81 vagnar, men det fanns som mest 80 vagnar samtidigt. Detta på grund av att vagn 206 kolliderade med vagn 203 i Hjällbo där 206 A-del och 203 B-del fick skrotas och 206 B-del sattes ihop med 203 A-del och blev 203. Detta hände under tiden leveranserna pågick och ytterligare en vagn (nya 206) lades till den redan pågående beställningen och vagnen levererades mellan 259 och 261. Vagn 260 levererades som sista vagn efter 279. När sen samtliga M21 byggdes om till M31 fick vagnarna sina riktiga löpnummer (M21 206=M31 360 och M21 260=M31 380). Därav saknas 306. Mer om detta finns i artikeln om M31. Vagnarna kunde multipelkopplas, det vill säga samköras två och två. Det gjordes med ett så kallat Scharfenbergkoppel, som genom en multipeldosa överförde styrsignalerna mellan vagnarna. Vagnarna var numrerade 200-279.
Anmärkningsvärt är att prototypvagnen numrerades 200 och inte omnumrerades till 201 vilket man i vanliga fall gör.

## Reklam
Under flera år var M21:orna utrustade med en mängd olika reklambudskap. Reklambyråer och/eller företag köpte reklamplats på vagnarna och lät en annan firma klistra på en screentryckt folie på hela vagnen. Det var främst företag från Göteborg som använde denna möjlighet, men även företag från andra städer gjorde detta, exempelvis Polarbröd. Detta rönte blandade reaktioner bland trafikpersonal och resenärer. Den sista M21:an i trafik innan ombyggnad gjorde reklam för Stena Line (vagn 279).

## Styrelektronik
M21 var den första vagntypen hos Göteborgs Spårvägar som hade strömreglering med tyristorer (tidigare hade man endast testat tyristorstyrning på en ordinarie trafikvagn, M28 749). Styrelektroniken återmatar vid broms en del av tågets rörelseenergi via kontaktledningen till nätet. Normalt ligger den nominella linjespänningen på 750 volt, men vid återmatning kan det bli spänningsnivåer uppemot 1 100 volt. Detta är ett problem hos spårvagnsförarna som kör de gamla museivagnarna, då de senare ökar farten när det finns en bromsande spårvagn av typen M21/M31 på samma sektion.
Då det numera inte längre finns reservdelar till ASEA:s styrelektronik ("chopper" på spårvägsspråk) förses vagnarna allteftersom med en ny styrelektronik från ett företag i Tjeckien. Även denna nya styrelektronik återmatar rörelseenergin till nätet men med reglerad utspänning, så det blir mindre märkbart i museivagnarna.

## Företrädare och efterträdare
M21 ersatte M25 som successivt togs ur trafik då M21:orna blev flera. M21 efterföljdes av sig själv som ombyggd vagn, numera M31.

## Ombyggd till M31
Vagntypen byggdes om och rustades upp mellan 1998 och 2002, den fick då ny typtillhörighet, M31. Ombyggnaden bestod i att en mellandel infogades mellan de båda befintliga delarna. Mellandelen har lågt golv för att underlätta för rörelsehindrade personer och för att lättare kunna lasta barnvagnar. Även dörrtypen där är annorlunda då den består av bladdörrar istället för vikdörrar som de höga delarna har. I samband med ombyggnaden så passade man också på byta ut inredningen. Det sattes in nya säten, ny innerbelysning, väggarna fick en ny färgsättning och man installerade en fullmatrisdisplay i varje del som visar linjenummer, destination och nästa hållplats. Destinationsskyltarna som tidigare var av rullbandstyp hade vid ombyggnaden ersatts med moderna fullmatrisskyltar men nummerskyltarna var däremot fortfarande av just rullbandstyp eftersom varje linjenummer har sin egen färg. Under första halvan av 2023 byttes dock både rullbandsskyltarna för linjenummer och fullmatrisskyltarna för destination ut mot diodmatrisskyltar. Detta eftersom de hade blivit till åren komna och reservdelar saknades. I samband med ombyggnaden fick vagnarna front och aktersskydd och därmed också ett nytt infällbart koppel (Albertkoppel) som används vid bogsering eftersom multipelkörningen upphörde i samband med ombyggnaden och de flesta hållplatser är anpassade för 30 meters-tåg
Som M31 har vagntypen nummer i serien 300–305 & 307-380.

## Spårvagnsolyckan vid Vasaplatsen
Det var vagnarna 235 och 245 som skadades svårt vid den stora spårvagnsolyckan vid Vasaplatsen i Göteborg den 12 mars 1992. Båda vagnarna reparerades och går idag i trafik som M31 vagn 335 och vagn 345.

## Övriga tekniska data
- Vagnsnummer: 200-279
- Axelavstånd (mm): 1800
- Boggicentrumavstånd (mm): 7000
- Dörrarrangemang: 2+2+2+2